# Carolin Garnier

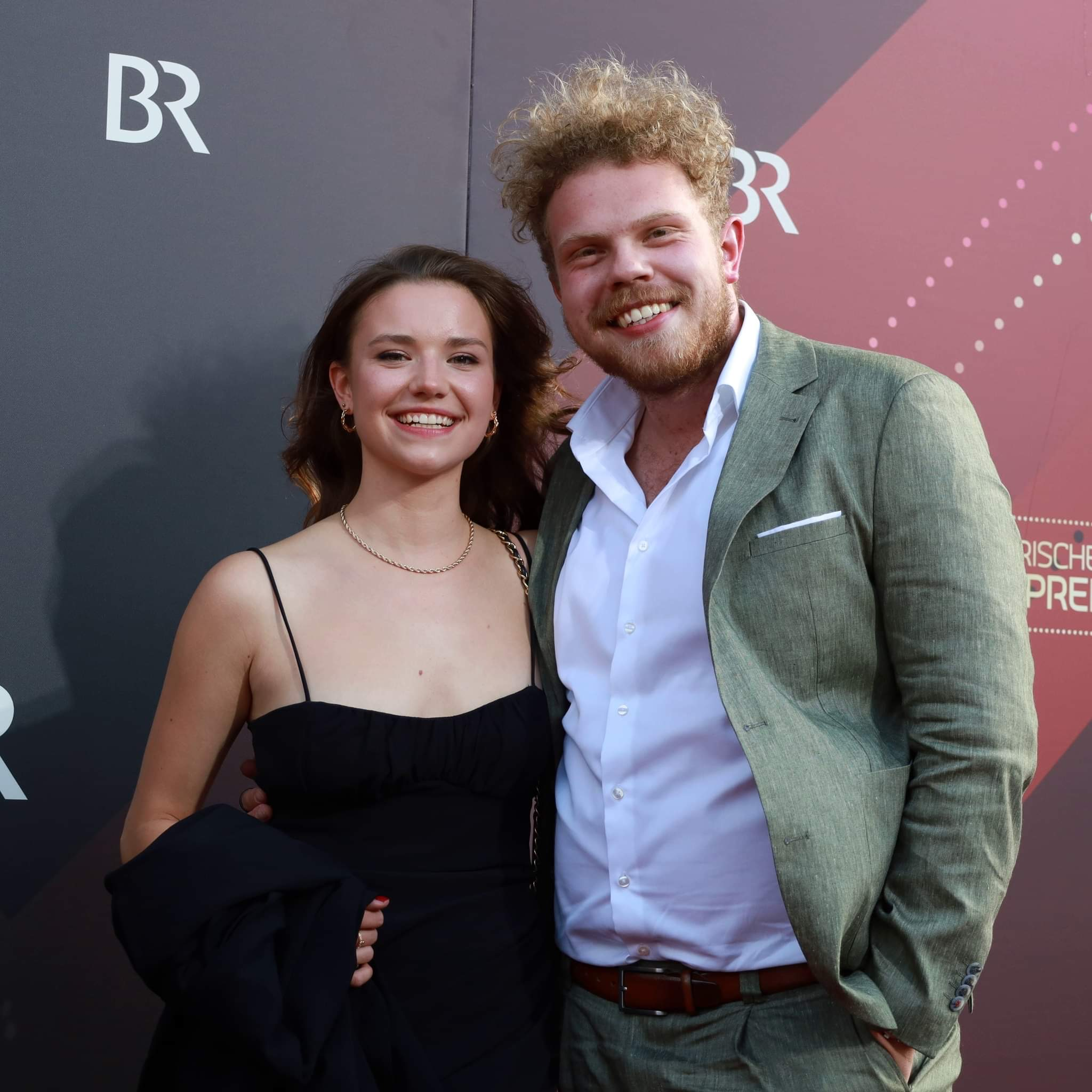
Carolin Garnier mit Johannes Berzl beim Bayerischen Filmpreis (2023)

Carolin Garnier (* 1999 in Hamburg) ist eine deutsche Schauspielerin. Bekanntheit erlangte sie durch ihre Rolle der Nina Pellicano in der ab 2012 produzierten neunten Staffel der Kinder- und Jugendserie Die Pfefferkörner.

## Leben
Carolin Garnier hat zwei Geschwister und stammt aus Hamburg. Nach dem Abitur studierte sie 2017 Schauspiel an der LAMDA (London Academy of Music and Dramatic Art).
2010 hatte sie ihren ersten Fernsehauftritt in der ZDF-Reihe Nachtschicht. Von 2012 bis 2013 spielte sie Nina Pellicano, eine Hauptrolle in der NDR-Kinderserie Die Pfefferkörner.

## Filmografie

### Fernsehen
- 2011: Nachtschicht – Reise in den Tod (Fernsehreihe, Regie: Lars Becker)
- 2012–2014: Die Pfefferkörner (Fernsehserie, 27 Folgen, Regie: Andrea Katzenberger, Klaus Wirbitzky)
- 2013: Gloomy Sabbath (Kurzfilm, Regie: Amit Epstein)
- 2014: Tatort – Der sanfte Tod (Fernsehreihe, Regie: Alexander Adolph)
- 2015–2023: Notruf Hafenkante (Fernsehserie, 4 Folgen)
- 2016: Im Tunnel (Fernsehfilm)
- 2017, 2020: In aller Freundschaft (Fernsehserie, Folgen Berg- und Talfahrt, Albtraum) Regie: Frauke Thielecke, Patricia Frey
- 2018: Das Märchen von der Regentrude (Fernsehfilm)
- seit 2019: Zimmer mit Stall (Fernsehreihe)
- 2019–2022: Tonio & Julia (Fernsehreihe, 6 Folgen)
- 2019: SOKO Köln (Fernsehserie, Folge Todesstoß)
- 2019: SOKO Hamburg (Fernsehserie, Folge Der Pferdeflüsterer)
- 2020: Der Bergdoktor (Fernsehserie, Folge Die Entscheidung)
- 2020, 2023: SOKO Leipzig (Fernsehserie, Folgen Die Falle, Froschköniginnen)
- 2021: Die Drei von der Müllabfuhr – Die Streunerin (Fernsehfilm)
- 2021: In aller Freundschaft – Die Krankenschwestern (Fernsehserie, Folge Plötzlich Mama)
- 2022: In aller Freundschaft – Die jungen Ärzte (Fernsehserie, Folge Impuls)
- 2023: Nord bei Nordwest – Auf der Flucht[3]
- 2023: Was wir fürchten (Fernsehserie, 4 Folgen)
- 2024: SOKO Stuttgart (Fernsehserie, Folge Das Spukhaus)

### Filme
- 2022: Voices in my head (feature film, Alexander von Rappard)
- 2023: Echoes of Juno (Kurzfilm, Reza Mogadeh)

### Musikvideo
- 2021: Morgen von Wincent Weiss (Regie: Marvin Ströter)